# ビアリッツ＝アングレット＝バイヨンヌ空港
ビアリッツ＝アングレット＝バイヨンヌ空港(フランス語: Aéroport de Biarritz – Anglet – Bayonne, 英語: Biarritz – Anglet – Bayonne Airport, (IATA: BIQ, ICAO: LFBZ))は、フランス・ヌーヴェル＝アキテーヌ地域圏ピレネー＝アトランティック県ビアリッツにある空港。ビアリッツの南東5kmにあり、バイヨンヌ＝アングレット＝ビアリッツ(BAB)都市圏共同体 を構成するバイヨンヌとアングレットにも近い。1954年4月11日に開港し、2013年の年間旅客数は1,098,079人だった。ビアリッツ空港(Biarritz Airport)またはビアリッツ＝パルム空港(Biarritz-Parme Airport)としても知られる。

## 就航地・就航会社
| 航空会社                                                            | 就航地                                                                                |
| ------------------------------------------------------------------- | ------------------------------------------------------------------------------------- |
| エール・フランス                                                    | パリ＝オルリー 季節運航: マルセイユ                                                   |
| イージージェット                                                    | パリ＝シャルル・ド・ゴール 夏季運航: ロンドン＝ガトウィック, リヨン                   |
| エティハド・リージョナル operated by ダーウィン・エアライン         | 季節運航: ジュネーヴ                                                                  |
| フィンエアー                                                        | 季節運航: ヘルシンキ                                                                  |
| Flybe                                                               | バーミンガム（2015年5月23日運行開始） ボーンマス（2015年5月23日運行開始）             |
| HOP!                                                                | リヨン, ニース 季節運航: ジュネーヴ, リール                                           |
| ライアンエア                                                        | ロンドン＝スタンステッド 夏季運航: シャルルロワ, ダブリン, ストックホルム＝スカブスタ |
| スカンジナビア航空                                                  | 季節運航: コペンハーゲン, オスロ, ストックホルム＝アーランダ                          |
| スイス・インターナショナル・エアラインズ operated by チロリアン航空 | 季節運航: ジュネーヴ                                                                  |
| ボロテア                                                            | 季節運航: リール（2015年4月27日運航再開）, ストラスブール                             |